# Oksana Lyniv
Oksana Lyniv (in ucraino Оксана Линів?; Brody, 6 gennaio 1978) è una direttrice d'orchestra ucraina.

## Biografia
Nata a Brody (allora nella RSS ucraina), Lyniv è figlia di due musicisti e nipote di un direttore di coro. In gioventù ha studiato pianoforte, flauto, violino e canto. Dal 1992 al 1996 ha studiato flauto e direzione d'orchestra presso la Stanislav Liudkevych Music School di Leopoli. Ha diretto per la prima volta un'orchestra all'età di 16 anni, e tale esperienza ha suscitato in lei l'interesse per la direzione.
Dal 1996 al 2003 è stata studentessa di direzione d'orchestra presso l'Accademia di musica Lysenko a Leopoli, e ha avuto fra i suoi insegnanti Bogdan Dashak, il direttore principale dell'Opera della città. Mentre ancora stava studiando, è diventata assistente di Myron Jusypovyč alla direzione dell'Opera di Leopoli e nel 2003 direttrice ospite principale dell'Orchestra sinfonica.
Nel 2004 ha partecipato al primo concorso di direzione d'orchestra Gustav Mahler dell'Orchestra sinfonica di Bamberga, vincendo il terzo premio; nel 2005 è diventata assistente del direttore Jonathan Nott della Bamberg Symphony Orchestra.
Dal 2005 al 2009 ha completato gli studi post laurea presso l'Accademia di musica Carl Maria von Weber di Dresda e dal 2007 al 2009 ha seguito corsi di perfezionamento in direzione d'orchestra con Hartmut Haenchen, Kurt Masur, Peter Gülke, Georg Fritzsch e Roland Seiffarth.
Dal 2008 al 2013 è stata direttore principale associato del Teatro Nazionale di Odessa. Ha lavorato alla creazione di un'orchestra giovanile nazionale in Ucraina.

## Carriera internazionale
Dal 2013 al 2017 ha lavorato come assistente musicale del direttore (Generalmusikdirektor, GMD) Kirill Petrenko alla Bayerisches Staatsorchester. Ha diretto con successo numerose opere, fra cui Lucia di Lammermoor di Donizetti e Ariadne auf Naxos di Richard Strauss, oltre a nuove produzioni, come Albert Herring di Benjamin Britten e Die Flut di Boris Blacher.
Nel 2015 ha debuttato al Kungliga Operan di Stoccolma con Lo schiaccianoci. Nell'ottobre 2016 ha fatto la sua prima apparizione come direttore ospite con l'Opera di Graz, in una produzione de La traviata. Sulla base di questo impegno nel febbraio 2017 l'Opera di Graz ha annunciato la sua nomina, la prima assegnata ad una donna, di direttrice dell'Opera e dell'Orchestra Filarmonica di Graz, a partire dalla stagione 2017-2018. Qui ha diretto, fra gli altri, Eugenio Onegin, Il viaggio a Reims, Pagliacci, Cavalleria rusticana, Salomè, Tosca, Don Carlo.
Nel marzo 2021 Lyniv ha fatto la sua prima apparizione come direttrice ospite al Teatro Comunale di Bologna in un concerto che, a causa dell'epidemia di Covid-19, si è svolto in streaming senza pubblico. Successivamente ha diretto un concerto nel maggio 2021 alla presenza del pubblico.
Il 25 luglio 2021 ha inaugurato il Festival di Bayreuth con L'olandese volante, ed è stata la prima direzione d'orchestra da parte di una donna a questo festival, dopo 145 anni e 176 presenze maschili.
Nell'ottobre 2021 il Teatro Comunale di Bologna ha annunciato la sua nomina a nuovo direttore musicale, con decorrenza dal gennaio 2022 e un contratto iniziale di 3 anni. Anche in questo caso è stata la prima volta che una donna è stata nominata direttrice musicale di un teatro d'opera italiano.
L'8 marzo 2022, in occasione delle celebrazioni della Giornata internazionale della donna al Quirinale, dedicato a "Giovani donne che progettano il futuro", Lyniv ha partecipato all'evento portando la sua testimonianza di donna ucraina.
Nel marzo 2022 ha diretto la prima produzione lirica di Ai Weiwei, la Turandot di Puccini, al Teatro dell'Opera di Roma, con il soprano ucraino Oksana Dyka, impegnata nel ruolo di Turandot, Francesca Dotto nella parte di Liù e il tenore americano Michael Fabiano nel ruolo del principe Calaf.